# Guitarrón gaúcho
O guitarrón é um instrumento folclórico, que consiste em uma adaptação do violão clássico de 6 cordas, sendo largamente utilizada na música gaúcha (nativista), uruguaia e argentina, onde também ganha o nome de guitarrón criollo, para diferenciá-lo dos demais guitarrons que existem na América Latina. Pois há instrumento conhecido como guitarrón no México é diferente tanto do "criollo" quanto do chileno. Aqui neste artigos vamos nos ater apenas ao guitarrón criollo, ou guitarrón gaúcho, que segue o modelo de guitarrón da Argentina.

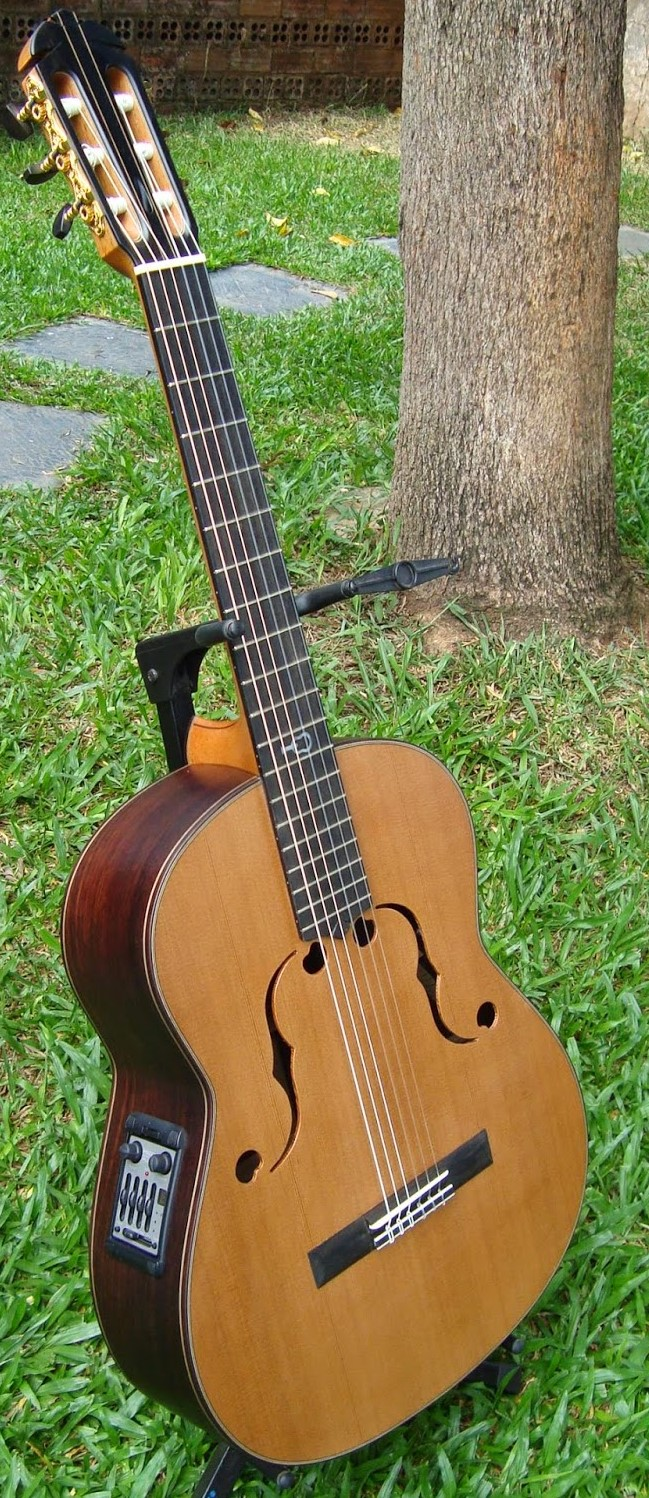
Guitarrón gaúcho Anderson Loose - Marcello Caminha

A diferença mais notável do guitarrón em relação ao violão de 6 cordas convencional é sua sonoridade mais grave, encorpado, por conta da afinação empregada. Pode ser encontrado guitarrón pronto, através de um luthier, que poderá ser um instrumento semelhante em forma ao violão, mas com uma caixa maior, ou alteração no formato ou tamanho da "boca do violão", como neste é o caso do guitarrón utilizado pelo músico Marcello Caminha, confeccionado pelo Luthier Anderson Loose (ao lado).
Ou simplesmente pegando um violão qualquer e alterando suas cordas e afinação. A primeira etapa é a alteração da configuração das cordas,  retira-se a primeira corda, em seguida aloque a segunda corda pro lugar da primeira, depois a terceira para o lugar da segunda, sucessivamente até a sexta corda vá para o lugar da quinta corda. E este vazio deixado pela sexta corda será posto a sétima corda proveniente do violão 7 cordas. Precisamos fazer este processo, pois no mercado brasileiro não é há encordoamento específico para guitarrón, mas já nos demais países platinos, como Argentina e Uruguai, encontra-se encontra-se cordas específicas para este instrumento.

## Afinação
A segunda etapa consiste na reorganização da afinação, seguindo a ordem na agora primeira corda até a  última: B-F#-D-A-E-B. Como pode ser visto, a única corda que não mantém sua afinação convencional é a corda G, que agora passará a ser F#. A vantagem de se utilizar a afinação deste jeito é que não será preciso modificar nada quanto a mão direita. A digitação, ou "forma" do acorde, será a mesma, mas com a diferença que o desenho do acorde no guitarrón irá soar numa tonalidade diferente daquela empregada no violão. Isto ocorre pois o guitarrón é afinado uma quinta abaixo do violão.
| Corda | Guitarrón |
| ----- | --------- |
| 1     | B         |
| 2     | F#        |
| 3     | D         |
| 4     | A         |
| 5     | E         |
| 6     | B         |

## Acordes e tonalidades no guitarrón
Por exemplo, uma digitação do acorde de E irá soar no guitarrón como B, a grande vantagem disto é que trocamos uma digitação com pestana lá no violão, quando montamos o acorde de B, para uma digitação mais cômoda no guitarrón, com a possibilidade de se utilizar cordas soltas, importantíssimo para a sonoridade característica da música gaúcha. Muitos compositores gostam de compor suas músicas utilizando o guitarrón. É um costume no Rio Grande do Sul ao comprar um violão novo adaptá-lo o antigo em guitarrón. É preferível que o violão tenha uma caixa acústica grande, por o guitarrón ser essencialmente um instrumente de sonoridade grave.
Como principais tonalidades maiores no guitarrón são as tonalidades de G, D, A, E e B. E as principais tonalidades menores são o Em, Dm e o Bm. E assim ficam algumas digitações no guitarrón em relação ao violão,
| no guitarrón | no violão |
| ------------ | --------- |
| G            | C         |
| D            | G         |
| C            | F         |
| A            | D         |
| E            | A         |
| B            | E         |
| F#           | B.        |

## Emprego na música típica gaúcha
Uma característica marcante do gênero musical gaúcho é separação entre lavadas dedilhadas (como arpejos) das levadas batidas (como rasqueios), e o guitarrón gaúcho pode ser empregado em ambas as levadas, mas por o guitarrón ser um instrumento mais grave, ele terá mais harmônicos e consequentemente terá mais massa sonora, portanto deve-se priorizar tocar levadas dedilhadas e ao tocar levadas batidas, utilizar aquelas que não são tão rápidas, evitar por exemplo uma polca, e priorizar tocar uma milonga quartenária, um chamamé. Outra questão é que o guitarrón pode "trastejar", pela presença maior de cordas graves e metálicas, o guitarrón tem 4 bordões.
Mas além das levadas de um violão "base", ou guitarrón "base", executando as levadas de um determinado ritmo, fazendo acompanhamento, o guitarrón também pode realizar solos. Ainda assim, o forte deste instrumento é fazer acompanhamentos, assumindo inclusive a linha de frente de um conjunto de acompanhamento, primeiro o guitarrón, depois o base 1 (violão), o base 2...

### Exemplos de gravações que utilizam o guitarrón
Temos como exemplos de músicas e obras tocadas com guitarrón: "Milonga Redomona" (Anomar Danúbio Vieira / Marcello Caminha), "Motivos de Campo"(João Fontoura e Gujo Teixeira / Marcello Caminha) e os álbuns "De Bota e Bombacha" com Luiz Marenco e José Cláudio Machado, "Andarilho" com Luiz Marenco, ambos com violão e guitarrón de Marcello Caminha.